# فرندلی (مریلند)
فرندلی (به انگلیسی: Friendly) شهری در ایالت مریلند کشور ایالات متحده آمریکا است که جمعیت آن در سرشماری سال ۲۰۱۰ میلادی، ۹٬۲۵۰ نفر بوده‌است.